# Złata Ogniewicz
Złata Ogniewicz (ukr. Злата Оґнєвіч; ros. Злата Огневич), właściwie Inna Łeonidiwna Bordiuh (ukr. Інна Леонідівна Бордюг; ur. 12 stycznia 1986 w Murmańsku) – ukraińska piosenkarka i osobowość telewizyjna, posłanka Rady Najwyższej Ukrainy VIII kadencji.

## Życiorys
Urodziła się w Murmańsku położonym w północnej części Rosji. Dorastała w Sudaku na Półwyspie Krymskim. Jej ojciec był chirurgiem wojskowym na radzieckim okręcie podwodnym, a matka pracowała jako filolog, nauczycielka języka rosyjskiego i literatury. Ukończyła kijowską Wyższą Szkołę Muzyczną im. Reinholda Glière'a na wydziale wokalistyki popowej. Studiowała jazz w Kijowskim Instytucie Muzycznym.
Została solistką Zespołu Pieśni i Tańca Ukraińskich Sił Zbrojnych. W marcu 2010 z utworem „Tiny Island” zajęła piąte miejsce w finale ukraińskich eliminacji do 55. Konkursu Piosenki Eurowizji. W 2011 z utworem „The Kukushka” uczestniczyła w krajowych eliminacjach do 56. Konkursu Piosenki Eurowizji. 26 lutego w finale programu zajęła drugie miejsce po zdobyciu 29,42% głosów publiczności. Również w 2011, reprezentując Ukrainę, zajęła pierwsze miejsce na festiwalu Crimea Music Fest w Jałcie.

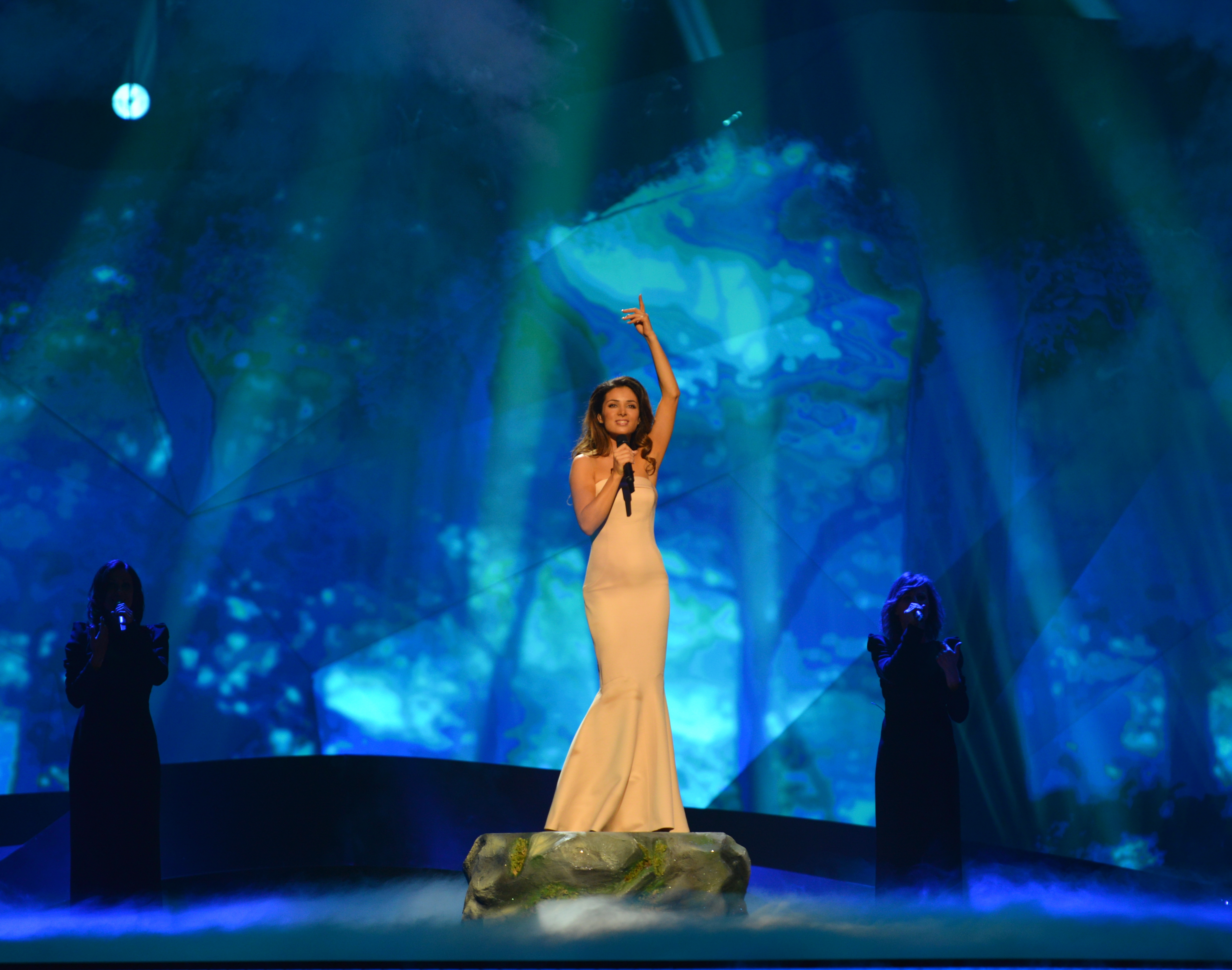
Ogniewicz podczas 58. Konkursu Piosenki Eurowizji w Malmö (2013)

W grudniu 2012 z utworem „Gravity” zwyciężyła w finale krajowych eliminacji do 58. Konkursu Piosenki Eurowizji w Malmö. Reprezentując Ukrainę w konkursie, 18 maja zajęła trzecie miejsce w finale. Po finale konkursu zdobyła nieoficjalny tytuł Eurovision’s Next Top Model 2013 w plebiscycie czytelników serwisu Wiwibloggs. 30 listopada 2013 współprowadziła finał 11. Konkursu Piosenki Eurowizji Junior w Kijowie. W maju 2014 podawała wyniki ukraińskiego głosowania w finale 59. Konkursu Piosenki Eurowizji.
W 2014 wzięła udział w wyborach parlamentarnych do Rady Najwyższej Ukrainy z listy Partii Radykalnej Ołeha Laszki, zostając posłanką VIII kadencji z ramienia tego ugrupowania, ale 22 grudnia 2015 ustąpiła ze stanowiska.
W 2018 wzięła udział w przesłuchaniach do ósmego sezonu programu Hołos krajiny i uczestniczyła w piątej edycji programu rozrywkowego 1+1 Tanci z zirkamy. W 2021 zwyciężyła w finale pierwszej edycji programu Maska. W maju 2023 podała wyniki głosowania ukraińskich jurorów w finale 67. Konkursu Piosenki Eurowizji.

## Dyskografia

### Single
| Rok                                                      | Tytuł          | Najwyższe pozycje na listach | Najwyższe pozycje na listach | Album |
| Rok                                                      | Tytuł          | BEL                          | NL                           | Album |
| -------------------------------------------------------- | -------------- | ---------------------------- | ---------------------------- | ----- |
| 2010                                                     | „Tiny Island”  | –                            | –                            | –     |
| 2011                                                     | „The Kukushka” | –                            | –                            | –     |
| 2013                                                     | „Gravity”      | 51                           | 50                           | –     |
| „–” oznacza, że singel nie był notowany na danej liście. |                |                              |                              |       |